# Collisione aerea di Červený Kameň
Il 20 agosto 2015, due Let L-410 Turbolet in volo in formazione si scontrarono a mezz'aria e precipitarono vicino al villaggio di Červený Kameň, in Slovacchia. I velivoli trasportavano entrambi 19 persone: 17 paracadutisti e 2 membri dell'equipaggio. Tutti e quattro i membri dell'equipaggio e tre paracadutisti rimasero uccisi, ma gli altri 31 paracadutisti riuscirono a lanciarsi in sicurezza prima che gli aerei si schiantassero al suolo.

## Gli aerei
I due aerei coinvolti erano entrambi biturboelica Let L-410 (immatricolati OM-SAB e OM-ODQ) operati da Dubnica Air.

## L'incidente
Il 20 agosto 2015 alle 09:23 (ora locale), i due velivoli si scontrarono e precipitarono in una foresta vicino a Červený Kameň, nel distretto di Ilava, nella Slovacchia nord-occidentale. Entrambi i velivoli trasportavano paracadutisti che si stavano allenando per lo Slavnica Air Show. Entrambi i velivoli precipitarono in un'area boschiva dopo essersi urtati a un'altitudine di circa 4 900 piedi (1 500 m) in circostanze sconosciute. Tutti e quattro i membri dell'equipaggio, due per ciascun velivolo, e tre paracadutisti rimasero uccisi, ma altri 31 sopravvissero saltando fuori dai velivoli. Cinque dei paracadutisti vennero curati per ferite minori.
I resti dei due aerei erano difficilmente accessibili a causa del terreno boschivo vicino al villaggio in cui vennero ritrovati. Tutte le vittime del disastro erano di nazionalità slovacca. Uno dei membri dell'equipaggio era l'ex giocatore di hockey su ghiaccio slovacco Michal Česnek.

## Le indagini
Il rapporto finale venne pubblicato dalle autorità slovacche otto mesi dopo l'accaduto.
Nel report si legge:
- la causa principale dell'incidente è stata l'inadeguata gestione dell'aereo e la mancata padronanza delle tecniche di pilotaggio da parte del comandante dell'OM-ODQ;
- la collisione tra aerei è stata la causa immediata del disastro.

Tra i fattori che hanno contribuito:
- l'uso del telefono cellulare durante il pilotaggio dell'aereo;
- superamento del peso massimo al decollo da parte dell'OM-ODQ.